# 11e régiment d'artillerie de campagne royal bavarois
Pour les articles homonymes, voir 11e régiment.
Le 11e régiment d'artillerie de campagne royal bavarois est un régiment d'artillerie de l'armée bavaroise.

## Histoire
Le régiment est créé le 1er octobre 1901 avec deux Abteilungen composées de cinq batteries sur le site de Wurtzbourg. Le personnel du régiment, le personnel de la 1re division et les 1re et 2e batteries sont repositionnés. La IIe Abteilung avec les 3e et la 4e batterie est prise du 2e régiment d'artillerie de campagne royal bavarois « Horn » (de). Ce n’est qu’en 1912 que le régiment atteindra ses six batteries.
Le régiment est d'abord logé à Wurtzbourg, dans la caserne de Faulenberg, avec le 2e régiment d'artillerie de campagne. En 1907-1908, la caserne Mainau sur la rive gauche du Main est construite au-dessous de pont Luitpold, dans laquelle le régiment s'installe au cours des prochaines années. Aujourd'hui, le IIIe Abteilung  de la Bayerische Bereitschaftspolizei (de) y est hébergée.
Le régiment se mobilise le 2 août 1914 et participe aux combats à la frontière, en Lorraine et devant Nancy et Épinal. Le 26 septembre 1914, le régiment est sous le commandement de la 4e division d'infanterie contre les trois divisions territoriales françaises du général Brugère, attaquant Bapaume et Albert, en position et ayant par tir infaillible, un rôle essentiel dans l'écrasement des troupes françaises. Suit la première bataille d'Ypres. Le 5 janvier 1915, il y a deux canons de la 4e et 6e batterie pour la formation du 5e régiment d'artillerie de campagne de réserve. Également en mars et en mai 1915, le régiment est à nouveau affecté par les prélèvements. Il reste deux armes des 1re et 3e batteries pour de nouvelles installations. Au cours de l'année, le régiment prend part à la bataille de l'Artois et combat en 1916 lors de la bataille de la Somme. De fin février à fin juin 1917, le régiment de la 4e division d'infanterie est directement subordonné et reste jusqu'à la fin de la guerre dans l'artillerie de campagne de l'armée. Il participe à la guerre de position, notamment aux batailles à Messines, Cambrai et autour du mont Kemmel.
Après l'armistice de 1918, les restes du régiment rentrent à la maison. Les Ier et IIIe Abteilungen de Rimpar, le IIe Abteilung d'Estenfeld sont démobilisés pour la première fois le 1er décembre 1918 et le régiment dissous le 1er juin 1919. Des corps francs se forment : la 1. Volkswehr-Batterie, aussi appelée batterie Lutz, la Freiwilligen-Batterie Steinbauer et la 3. Volkswehr-Batterie. Les deux premières unités sont transférées au 23e régiment d'artillerie de la Reichswehr.

### Commandement
| Grade          | Non                             | Dates                              |
| -------------- | ------------------------------- | ---------------------------------- |
| Oberstleutnant | Alfred de Kesling               | 1 au 25 octobre 1901               |
| Oberstleutnant | Ludwig Steindel                 | 26 octobre 1901 au 19 août 1905    |
| Major          | Philipp Buchler                 | 20 août 1905 au 15 février 1907    |
| Major          | Konrad Krafft von Dellmensingen | 16 février 1907 au 15 octobre 1908 |
| Oberstleutnant | August Usselmann                | 16 octobre 1908 au 11 mars 1913    |
| Oberstleutnant | Ludwig Seeger                   | 12 mars 1913 au 11 janvier 1917    |
| Major          | Konstantin Dichtel              | 20 janvier 1917 au 25 janvier 1919 |
| Oberstleutnant | Emil Beckh                      | 26 janvier au 1er juin 1919        |